# Crematogaster concava
Crematogaster concava är en myrart som beskrevs av Carlo Emery 1899. Crematogaster concava ingår i släktet Crematogaster och familjen myror. Inga underarter finns listade i Catalogue of Life.